# دييغو رودريغيز فيرنانديز
دييغو رودريغيز فيرنانديز (بالإسبانية: Diego Rodríguez Fernández)‏ (ولد في 20 أبريل، 1960 في تيريننفي، إسبانيا), لاعب كرة قدم إسباني سابق لعب مع فريقي مدينة إشبيلية وهما ريال بيتيس ونادي إشبيلية. انضم إلى ريال بيتيس عام 1982. ولعب معهم 198 مباريات في الدوري الإسباني خلال ست سنوات قضاها بالنادي، سجل خلالها 4 أهداف. وفي عام 1988 انتقل إلى الغريب التقليدي نادي إشبيلية، حيث انتقاله لم يكن مرحبا به مع أنصار بيتيس باعتبارهم أنه خالف معتقداهم، وقضى مع إشبيلية 8 مواسم، لعب خلالها 252 مباراة في الدوري، سجل خلالها 8 أهداف.
لعب مباراة دولية واحدة مع منتخب إسبانيا لكرة القدم في عام 1988.

## مسيرته الكروية
لعب دييغو رودريغيز فيرنانديز خلال مسيرته الاحترافية مع 5 أندية في أربعة وعشرون موسمًا وسجل خلالها 24 هدفًا ضمن 674 مباراة. ولم يفز بأي موسم بالكأس أو بالدوري.
خاض دييغو رودريغيز فيرنانديز مسيرته مع نادي تينيريفي في موسم 1978–79 ليلعب معه أربعة مواسم، مشاركًا في 68 مباراة سجل خلالها 7 أهداف. ثم انتقل إلى نادي ريال بيتيس في موسم 1982–83 ليلعب معه ستة مواسم، حيث شارك في 198 مباراة سجل خلالها 4 أهداف. لينتقل بعدها إلى نادي إشبيلية في موسم 1988–89 ليلعب معه ثمانية مواسم، مشاركًا في 252 مباراة سجل خلالها 8 أهداف. ثم انتقل إلى نادي ألباسيتي في موسم 1996–97 ولمدة موسمين، مشاركًا في 46 مباراة سجل خلالها هدفين. هذا وانتقل لاحقًا إلى Dos Hermanas CF ‏ في موسم 1998–99 ليلعب معه أربعة مواسم، مشاركًا في 110 مباراة سجل خلالها 3 أهداف.

## مصدر
- معلومات اللاعب

## روابط خارجية
- دييغو رودريغيز فيرنانديز على موقع قاعدة بيانات كرة القدم.إي يو (الإنجليزية)
- دييغو رودريغيز فيرنانديز على موقع ناشيونال فوتبول تيمز (الإنجليزية)